# Josef Jahoda
Josef Jahoda (27. ledna 1872, Havlíčkův Brod – 16. prosince 1946, Polánky nad Dědinou) byl český pedagog, novinář, prozaik a básník.

## Život
Narodil se 27. ledna 1872 v Německém Brodě. Zde prožil dětství i mládí. Jeho otec Josef byl krejčí. Literární nadání zdědil po své matce Anně Jahodové-Kasalové, která je autorkou Pověstí a zkazek královského města Německého Brodu a okolí. Měl tři sestry: Annu (1872), Boženu (1880–1883) a Růženu (1885).
V letech 1882–1891 studoval na německobrodském gymnáziu, kde se začal věnovat psaní. Poté krátce učil na obecné škole ve Velkém Zdíkově. Také působil jako novinář (redigoval Pravdu) a osvětový pracovník. V roce 1899 se oženil s Annou Tučkovou, odstěhoval se do Polánek u Třebechovic, kde vlastnil statek. Až do své smrti se zde věnoval se hospodaření a psaní. Josef Jahoda zemřel 16. prosince 1946 v Polánkách. Na jeho počest je v Havlíčkově Brodě (dřívější Německý Brod, po druhé světové válce přejmenovaný na Havlíčkův) nazvána ulice.

## Tvorba
Jako předlohu ke svým četným románům a knihám povídek si vybíral prosté lidi, jejichž povahu, osudy a společenské prostředí dobře poznal. Jeho hrdiny jsou často lidé žijící na okraji lidské společnosti, tuláci a vyděděnci. Velmi často se také v jeho knihách objevují motivy z rodného města jako například v básnické sbírce Německobrodské motivy. V jednotlivých epických básních zde popisuje události z dějin Německého Brodu. Rodným městem se zabývá i ve sbírce povídek Město 4000 obyvatelů. Svoje studentská léta na německobrodském gymnáziu popisuje ve vzpomínkové knize Starý student vypravuje. Jeho nejznámějším románem se ale stal Havlíčkův máj, který vyšel knižně až po druhé světové válce.

## Dílo

### Básně
- Improvisace – Praha: Máj, 1911
- Německo-brodské motivy – knihu vypravil Otakar Štáfl, Praha: vlastním nákladem, 1912
- Za právo a pravdu: obraz ze zášerí, epické básně – dřevorytem provází Václav Šrámek, Praha: Alois Neubert, 1914
- Písničky z Opočenska – Praha: A. Neubert, 1914

### Próza
- Přelety – Praha: Unie, 1918
- Děti boží přírody – ilustroval Věnceslav Černý. Praha: Josef Richard Vilímek, 1918
- Duše a dušičky: řada lidských dokumentů – Praha: Emanuel Stivín, 1918
- Střepinky – Plzeň: Karel Beníško, 1920
- Figurky: veselé i smutné črty – Čáslav: Jindřich Levý, 1920
- Čtyři léta: obrázky z české vesnice – Brno: Polygrafie, 1921
- Nesmrtelný a jiné povídačky – Praha: Unie, 1922
- Pablesky: hrst povídek – Praha: Jan Svátek, 1922
- Bílá Térinka a jiné povídačky – Praha: František Borový, 1923
- Pekelná sázka a jiné veselé povídačky – Praha: Jan Svátek, 1923
- Zlatý zub a jiné povídačky – Praha: Lidová tribuna, 1923
- Duše domu – kreslil Adolf Doležal. Praha: Antonín Král, 1924
- Choďáci: povídky ze silnic – Praha: F. Borový, 1924
- Město 4000 obyvatelů: povídky – Praha: J. R. Vilímek, 1924
- Na dlani: povídky – Praha: Unie, 1924
- Nemocné lásky: prósy – Česká Třebová: František Lukavský, 1924
- Rudý západ: trochu melancholie, povídky – Praha: Česká beletrie, 1924
- Stará láska a jiné povídačky – Praha: Jan Otto, 1924
- Vojnovský hrdina – ilustroval A. Doležal. Mladá Boleslav: Karel Vačlena, 1924
- Honzíček jede do Prahy. Luciper z města: dvě povídky – ilustroval J. Ulrich. Praha: J. R. Vilímek, 1925
- Kronika vejměníka Šlintery: humoristický románek – ilustroval František Vrobel, Česká Třebová: F. Lukavský, 1925
- V hradbách: probuzenská idylka – Hradec Králové: Osvěta lidu, 1925
- Náš dědeček – ilustroval F. Vrobel. Praha: ČGU, 1925–1926
- V podzemí: románek mladých lidí – Praha: Pražská akciová tiskárna (PAT), 1925
- Vzteklý dědek a jiné veselé povídačky: humoresky – Česká Třebová: F. Lukavský, 1925
- Zrcadýlka: hrst lidských dokumentů – Mladá Boleslav: Karel Vačlena, 1925
- Bůh či ďábel?: Hrst bolestných otázek – ilustroval František Vrobel. Praha: Bohumil Janda, 1926
- Jásavé oči: prósy – Praha: Bedřich Kočí, 1926
- Květy pod sněhem: románky – Olomouc: Romuald Promberger, 1926
- Milovník sta žen: veselá dvacítka pros – Česká Třebová: F. Lukavský 1926
- Nespravedlivý svět: povídky – obrázky nakreslil F. Vrobel. Praha: F. Borový, 1926
- Pod bičem osudu: povídky – Praha: F. Borový, 1926
- Vlastenecká beseda – s 8 ilustracemi F. Vrobla. Mladá Boleslav: K. Vačlena, 1926
- Za štěstím: román – Praha: Šolc a Šimáček, 1926
- Veselé bio: humoresky – ilustrace Josefa Lady. Praha: Melantrich, 1927
- Bez srdce: román – Praha: J. R. Vilímek, 1927
- Červené srdce: veselé i smutné románky – Praha: Antonín Svěcený, 1927
- Místečko na světě: román – Praha: PAT, 1927
- Otčenáš: deset reflexí – Praha: F. Borový, 1927
- Po špičkách: veselé románky – Praha: F. Borový, 1927
- V rukou osudu: tři novely – Praha: J. Otto, 1927
- Veselé vagace: idylka z let šedesátých – Mladá Boleslav: K. Vačlena, 1927
- Děti boží přírody – ilustroval V. Černý. Praha: J. R. Vilímek, 1928
- Divné lásky – Praha: Přítel knihy, 1928
- Na pitevním stole: románky – ilustroval Rudolf Krajc. Praha: F. Borový, 1928
- Na veselé pružince: humoresky a satiry – ilustroval F. Vrobel. Praha: Unie, 1928
- Pepek Obrechtů: humoristická povídka – ilustroval F. Vrobel. Praha: Unie, 1928
- Povinnost: román – obrázky nakreslil F. Vrobel. Praha: F. Borový, 1928
- Starý student vypravuje – illustroval F. Vrobel a j. Praha: J. Svátek, 1928
- Tajemství pana aktuára: hrst prosy o lásce a o ženách – Mladá Boleslav: K. Vačlena, 1928
- Veselé hříchy: humoresky – Praha: B. Kočí, 1928
- Veselé tanečky: karikatury – Česká Třebová: F. Lukavský, 1928
- Vůně domova: románky českých lidiček – Praha: Oldřich Petr, 1928
- Čertovina: rozpustilé románky – Olomouc: R. Promberger, 1929
- Ďábelská sonata: několik kapitol z lidské bible – Praha: B. Janda, 1929
- Dědkové: humoresky – Praha: Přítel knihy, 1929
- Neznaboh: ďábelská sonata – Praha: B. Janda, 1929
- Podnikavý dědeček: hrst humoresek – s ilustracemi Otakara Sedloně. Praha: Adolf Synek, 1929
- Svatá ironie: hrst humoresek a povídek – Pardubice: Naše budoucnost, 1929
- Šenkýř Vejr: veselý román ze studentské hospůdky – ilustroval Josef Kočí. Praha: J. R. Vilímek, 1929
- Trojí láska: román – Praha: B. Janda, 1929
- V drápech baziliškových: historický obraz – Praha: J. Svátek, 1929
- Zachovalá nevěsta a jiné humoresky – Praha: Jan Kotík, 1929
- Ženich z banky: humoresky – Praha: Přítel knihy, 1929
- Oraşul şi satul si altele – traducere autorizata din limba cehǎ de Karolina V. M. Şesan. Cermǎuti: Glasul Busovinei, 1930
- Pazderna: román – Moravská Ostrava: s. n., 1930
- Ratejna: román – Praha: F. Borový, 1930
- Románové šestero – Praha: Unie, 1930
- Trojúhelník: román – Praha: B. Janda, 1930
- Páter Kvirin: román – Praha: B. Janda, 1931
- Trojženství: román – Praha: Vladimír Orel, 1931
- Očista: román – Praha: B. Janda, 1933
- Slunce: veselý román z formanské slávy – Praha: F. Borový, 1933
- Husitské pohádky: psané pro československý dorost – ilustroval F. Vrobel. Vrchlabí: Josef Krbal, 1934
- Naše Anka: veselý román horácké holky – ilustroval F. Vrobel. Vrchlabí: Josef Krbal, 1934
- Vagabundi – Praha: F. Borový, 1934
- Lidská periferie: o srdcích v hadrech – Praha: F. Borový, 1935
- Pohádka o mrtvém srdci a jiné novely – Praha: F. Borový, 1935
- Na vandru: humoristický románek z vandrovnických taškařic – ilustroval Oldřich Vlach. Praha: J. R. Vilímek, 1936
- Slečna Klavera: román – Praha: F. Borový, 1936
- Tři ženy: veselý román – Milotice nad Bečvou: Milotický hospodář, 1936
- Vlnobití: román – Praha: Novina, 1936
- Tetka cejnka: humoristický román – 1937
- Strejcové a tetky – Vrchlabí: J. Krbal, 1938
- Zakletá hospoda: veselý románek – Lázně Bělohrad: J. Krbal, 1939
- Olinka: román – Plzeň: Obchodní družstvo, 1939
- Láska nad lásku: román – Lázně Bělohrad: J. Krbal, 1940
- Železní lvi – Lázně Bělohrad: J. Krbal, 1940
- Pod mořskou pannou: román z kupeckého ovzduší – Plzeň: Obchodní družstvo, 1940
- Věčný ženich: veselý román – Milotice n. B.: Arnošt Dadák, 1940
- Ženské masky: humoresky – Lázně Bělohrad: J. Krbal, 1941
- Eluščin velký sen – Olomouc: Živnostenský závod tiskařský a vydavatelský, 1941
- Peřeje – Praha: Novina, 1941
- Jen jedno: román – doslov k Jahodově jubilejní sedmdesátce napsal František Sekanina. Lázně Bělohrad: J. Krbal, 1942
- Ta první: román – doslov F. Sekanina. Praha: Leopold Jan Peroutka, 1942
- Veselý přízrak: veselý románek – jazyková úprava František Chmelař. L. J. Peroutka, 1943
- Zmoudření Dona Juana: román – Olomouc: Živnostenský závod tiskařský a vydavatelský, 1943
- Havlíčkův máj: román – Vrchlabí: J. Krbal, 1945
- Sojkovský Robinson: veselý románek pro veselé kluky – ilustrace a obálku kreslil Karel Kubát. Vrchlabí: J. Krbal, 1945
- Tři mušketýři – návrh obálky a ilustrace Věra Mužíková-Šetková. Vrchlabí: J. Krbal, 1945
- Hora: román – Praha: L. J. Peroutka, 1945
- Skřivánčí píseň: historický obraz – Vrchlabí: J. Krbal, 1946
- Šest let: obraz z doby poroby – Vrchlabí: J. Krbal, 1946
- Vlastenecká idyla: obraz z doby předbřeznové – Vrchlabí: J. Krbal, 1947
- Dva nezbedníci: romantická dobrodružství všetečných kluků – ilustroval František Roleček. Praha: Antonín Hubínek, 1947
- Ostrov: román ze staré sklárny – Ostrava: Svět, 1947
- Balvan: román – Praha: J. L. Peroutka, 1947
- Vdala se do hor: román – Praha: Melantrich, 1949
- U Slunce: veselý román z dob formanské slávy – ilustroval Jan Jůzl. Havlíčkův Brod: Krajské nakladatelství, 1955

### Drama
- Suchý čert: historická hra z roku 1408 ze Znojma, o 3 dějstvích – Brno: T. Číhařová-Odehnalová, 1920
- Ach ty vdavky: fraška v 1 dějství – Praha: František Švejda, 1925
- Klub mravnosti: komedie o 1 dějství – Praha: F. Švejda, 1931
- Hrudy: hra ve třech dějstvích – Praha: F. Švejda, 1931
- Lež života: hra o třech dějstvích – Praha: F. Švejda, 1934?

### Spisy
- O době Husově – Brno: v. n., 1903
- O jízdě koňmo a vozem: stručné pojednání o vlastnostech jezdeckých a tažných koní, o jich strojení a výcviku, o jízdě v sedle a vozem, o vozidlech a jich udržování se zřetelem k potřebám selských jezdců – Josef Jahoda a Grad. K. Sejkora. Praha: A. Neubert, 1926
- Jak ho máme rádi: psáno k osmdesátým narozeninám presidenta T. G. Masaryka – ilustrace Rudolfa Adámka. Hradec Králové: A. Novotný, 1930